# 2022年佛蒙特州副州長選舉
2022年佛蒙特州副州長選舉於2022年11月8日舉行，選舉佛蒙特州副州長。選舉與其他各種聯邦和州選舉，其中包括州長選舉。主要選舉於8月9日舉行。佛蒙特州是21個州，與州長分別選舉其副州長。